# Vereniging van Milieuprofessionals
De Vereniging van Milieuprofessionals (VVM) is een Nederlands kennis- en relatienetwerk voor milieuprofessionals. De vereniging zet zich in voor alle milieuprofessionals en organiseert daartoe uiteenlopende activiteiten zoals congressen, symposia en bedrijfsbezoeken. De vereniging geeft een tijdschrift uit met de titel "Milieu" en organiseert onder andere elk jaar de Nationale Milieudag. Samen met andere partijen organiseert de vereniging diverse opleidingen en cursussen op milieugebied. De vereniging heeft in 2016 ca. 1500 leden. De VVM reikt jaarlijks de Rachel Carson Afstudeerprijs uit.

## Structuur
De Vereniging kent zoals elke grotere vereniging een bestuur en een kantoor. De leden zijn georganiseerd in secties. In een sectie zitten leden met gelijke inhoudelijke belangstelling. De secties organiseren hun eigen activiteiten. In 2016 kent de vereniging de volgende secties.
- Afval
- Biobased Society
- Biodiversiteit
- Bodemmanagement
- Duurzaam Ondernemen
- Energie
- Ethiek en Milieufilosofie
- Externe Veiligheid
- Geluid en Trillingen, Subsectie Laagfrequent Geluid
- Gezondheid en Milieu
- Klimaat
- Lucht
- Milieueffectrapportage
- Milieurecht en Praktijk
- Natuur- en Milieueducatie
- Verkeer en Vervoer
- Voedsel en Landbouw
- VVM Jong
- Water

## Geschiedenis
De VVM is opgericht in 1986 en heette in eerste instantie Vereniging voor milieukundigen. Het tijdschrift van de vereniging heette oorspronkelijk Milieutijdschrift ArenA. In 2010 werd Vera Dalm benoemd tot voorzitter van de vereniging.
Per 1 januari 2022 zal de VVM fuseren met de vereniging Werkgemeenschap van Landschapsonderzoekers (WLO), waarbij de vereniging WLO verdwijnt, maar er een sectie Landschap binnen de VVM voor terugkomt. De VVM neemt tevens de uitgave van het blad Landschap over.